# 胡美貽
胡美貽（英語：Elizabeth Nicole Wu Mei Yi，1994年3月26日—），香港女演員及主持，曾參加《2017年度香港小姐競選》，現為無綫電視經理人合約藝員。2022年加入J2台，是22位J2ers之一。

## 簡歷
胡美貽家境富裕，父親在美國營商，母親則是醫生；曾就讀鑽石吧高中，2012年考入加州大學爾灣分校，於2015年修畢商業經濟學系學士課程後，便獲父親資助100萬以自行啟業，在美國三藩市開設飲品店「泡泡杯」和擔任武漢麻辣滷味零售店「火爆鴨」舊金山灣區總代理。胡2017年參加《2017年度香港小姐競選》，並晉級十一強，落敗後加入無綫電視，後入讀第二十九期無綫電視藝員訓練班。翌年4月中旬，胡正式成為該電視台的經理人合約藝員。
2018年，胡在《兄弟大茶飯》中演出，因外表出眾而獲網民關注；同年與位於尖沙咀金巴利道的「榴槤樂園」跨界合作售賣榴槤小食特飲及自家店鋪產品，主理的「榴槤天地」更入圍2019年《港澳米芝蓮指南》街頭小食推介，現時在馬來西亞彭亨州擁有一幅30畝的榴槤地。
2022年，胡與何泳芍、陳若思及廖慧儀合作拍攝真人秀節目《港女野人》。四位主持會到香港不同地方進行戶外活動。

## 演出作品

### 電視劇
| 首播       | 劇名                             | 角色                         |
| 無綫電視   |                                  |                              |
| 2018年至今 | 愛·回家之開心速遞                | Abby（第237集）              |
| 2018年至今 | 愛·回家之開心速遞                | 路小環（第570－699集）       |
| 2018年至今 | 愛·回家之開心速遞                | 港女野人（第1817集）         |
| 2019年     | 鐵探                             | 船務公司職員（第3集）        |
| 2019年     | 白色強人                         | 吳榮業妻子（第1、2集）       |
| 2019年     | 十二傳說                         | 報館職員（第9、13集）        |
| 2019年     | 街坊財爺                         | 性感女郎（第18集）           |
| 2019年     | 金宵大廈                         | 面試老師（第8集）            |
| 2019年     | 解決師                           | 陳嘉雯（Carmen）             |
| 2019年     | 堅離地愛堅離地（Astro AOD 首播） | 青 年（第1、3、7集）         |
| 2019年     | 堅離地愛堅離地（Astro AOD 首播） | 關鍵意見領袖（第2集）        |
| 2020年     | 黃金有罪                         | Susan（第4、13集）           |
| 2020年     | 法證先鋒IV                       | 盧巧瑩（第15 - 18集）        |
| 2020年     | 機場特警                         | 空中服務員（第12集）         |
| 2020年     | 十八年後的終極告白               | 雲（第1、5、13集）           |
| 2020年     | 那些我愛過的人                   | 拳賽女郎（第1、7、21集）     |
| 2020年     | 迷網                             | Anna（第8集）                |
| 2020年     | 反黑路人甲                       | 記 者（第10、13、18、28集）  |
| 2020年     | 使徒行者3                        | 黑市器官販賣供體（第1、5集） |
| 2020年     | 踩過界II                         | 張心美（第28集）             |
| 2020年     | 大步走（myTV Gold 首播）         | 阿 水                        |
| 2020年     | 愛美麗狂想曲（myTV Gold 首播）   | 陳雅潔（第7集）              |
| 2021年     | 失憶24小時                       | 阿 詩                        |
| 2021年     | 逆天奇案                         | Monica                       |
| 2021年     | 刑偵日記                         | 酒吧客人（第1集）            |
| 2021年     | 星空下的仁醫                     | 醫學生                       |
| 2021年     | 換命真相                         | Tiffany                      |
| 2021年     | 十月初五的月光                   | 看 護                        |
| 2022年     | 白色強人II                       | 劉琪琪                       |
| 2022年     | 法證先鋒V                        | Mimi                         |
| 2022年     | 輕·功                            | 欣妹                         |
| 2023年     | 有種好男人                       | 陳美美                       |
| 2023年     | 法言人                           | Jenny                        |
| 2023年     | 破毒強人                         | 富二代                       |
| 2023年     | 新聞女王                         | 陸詠恩                       |
| 2024年     | 旁觀者                           | Cindy                        |
| 2024年     | 反黑英雄                         | 麥晨曦                       |
| 邵氏兄弟   |                                  |                              |
| 2020年     | 飛虎之雷霆極戰                   | 處長秘書                     |
| 2022年     | 飛虎3壯志英雄                    | 新聞報導員                   |
| 2025年     | 執法者們                         | Vicky                        |

### 主持節目
| 首播           | 節目名                 | 備註                                                                 |
| 無綫電視J2台   |                        |                                                                      |
| 2018至2019年   | 娛樂新聞報道           | 10月起擔任外景記者                                                   |
| 2018年         | 3日2夜                 | 第二輯 第40、41集（峇里島篇；與陳婉衡合作）                          |
| 2019年         | 3日2夜                 | 第三輯 第26 - 28集（巴黎、迪南篇；與吳紫韻合作）                     |
| 2022年         | 港女野人               | 與何泳芍、廖慧儀及陳若思合作                                         |
| 2022至2023年   | 鋪鋪Poker              | 與郭偉亮、方力申及陳欣茵合作                                         |
| 2022年至2024年 | 關注關注組             | 與鄧梓峰、伍韻婷、何泳芍、黃嘉雯、廖慧儀、譚焯升、施焯日、蔡景行合作 |
| 2023年         | 趁而家去東京偷食...譜! | 與陳若思合作                                                         |
| 2023年         | 阿媽唔信我去亞馬遜     | 與洪永城、布樂文合作                                                 |
| 2023年         | 數你條命               |                                                                      |
| 2023年         | 窺心事                 |                                                                      |
| 2023年         | 玲玲友情報，在線等！   |                                                                      |
| 2023年         | 我要瞓鬥               | 與陳若思同組的參賽者                                                 |
| 2024年         | 港女野人奇異記         |                                                                      |
| 無綫電視       |                        |                                                                      |
| 2024年         | 瞬間直擊半小時         | 外景主持                                                             |
| 2025年         | 2025風生水起           | 主持之一                                                             |

### 綜藝節目
| 首播           | 節目名           | 備註                |
| 無綫電視       |                  |                     |
| 2018年         | 兄弟大茶飯       | 蕭正楠及曹永廉助手  |
| 2020年         | 娛樂大家         | 第四輯 娛樂家族成員 |
| 2021年         | 明星運動會       | 演出                |
| 2021年         | 野外步出2        | 第8集嘉賓           |
| 2022年         | J2再出世         | 演出                |
| 2022年         | 思家大戰         | 嘉賓                |
| 2022年         | 開心無敵獎門人   | 嘉賓                |
| 2023年         | 奇蹟的罐頭料理   | 演出                |
| 2023年         | 思家大戰         | 嘉賓                |
| 2023年         | 獎門人秋季感謝祭 |                     |
| 廣東廣播電視台 |                  |                     |
| 2019年         | 搵啖食           | 嘉賓（11月）        |

### 音樂錄像
| 年份   | 歌名         | 歌手   |
| 2023年 | 沒人坐的梳化 | 劉浩龍 |

## 曾獲獎項與提名

### 萬千星輝頒獎典禮
| 年份   | 獎項             | 作品                       | 結果     |
| ------ | ---------------- | -------------------------- | -------- |
| 2022年 | 最佳女主持       | 《港女野人》               | 提名     |
| 2022年 | 最佳綜藝節目     | 《港女野人》               | 最後五強 |
| 2022年 | 最受歡迎電視拍檔 | 《港女野人》               | 最後五強 |
| 2022年 | 飛躍進步女藝員   | 《港女野人》 《鋪鋪Poker》 | 提名     |

## 外部連結
- Nicole Wu的Facebook專頁
- Nicole Wu 胡美貽的Facebook專頁
- 美貽的Instagram帳戶
- 胡美貽的新浪微博
- 胡美貽 - 真. 香港. 小姐 （页面存档备份，存于）